# 徐日葵
徐日葵（16世紀—17世紀），字叔向，號赤璚、又号藿心，浙江衢州府江山縣人，明朝政治人物。

## 生平
徐日葵家族世居南門，萬曆四十年（1612年）中壬子科浙江鄉試第二十四名舉人，萬曆四十七年（1619年）成進士，授刑部員外郎。當時魏忠賢專權，他在審判劉鐸案時忤逆獄魏璫被廷杖，錦衣衛集結其門，他顧慮母親年老，神色自若，被貶謫外地。
崇禎帝即位，魏忠賢敗亡，徐日葵復官刑部郎中，又因為直言謫大理寺寺副，任內卒。

## 家族
曾祖徐璘。祖徐以明，寿官。父徐九皋。

## 引用
1. 1 2  同治《江山縣志·卷九·人物志》：徐日葵 （宋成綏志）字叔向，號藿心，世居南門，捷南宮補刑部郎，值魏璫竊政，以鞫劉鐸獄忤奄廷杖，緹騎集門，慮母年高，舉止自若，得旨謫外。璫敗，賜還，又以直言謫遷大理寺副，卒於官。
2. ↑  同治《江山縣志·卷七·選舉志》：萬曆四十年壬子科（舉人） 徐日葵 見進士
3. ↑  《萬曆四十七年己未科進士履歷》：徐日葵，赤璚，書四房，癸巳五月二十五日生。江山县人，壬子二十四，会二百七十四，二甲六十七名。礼部政，本年給假，丁外艰，癸亥授刑部江西司主事，丙寅升员外，升貴州司郎中，丁卯会审触忤逆魏，降，戊辰欽起四川司郎中，十月因回话陳大同等赃，及铺商事，奉旨降，己巳丁内艰，壬申補河南按察司经历，甲戌升大理寺寺付。